# Kościół Wniebowzięcia Najświętszej Maryi Panny w Sarbinowie
Kościół pw. Wniebowzięcia Najświętszej Maryi Panny w Sarbinowie – kościół parafialny parafii Wniebowzięcia Najświętszej Maryi Panny w Sarbinowie.

## Opis
Budowla neogotycka, murowana z kamieni granitowych i cegły, częściowo wykorzystuje mury ze średniowiecznej świątyni, które nie są widoczne, ponieważ kościół został całkowicie otynkowany. Od przebudowy w 1832 r. zachował obecny kształt. Kościół orientowany, salowy, na rzucie prostokąta z kwadratową, 2-kondygnacyjną wieżą z 1890-1892 przy elewacji wschodniej, zwieńczoną wysmukłym stożkowatym hełmem. Na wieży trzy dzwony z 1920 r. Trzy niewielkie kruchty na osiach elewacji południowej, północnej i zachodniej.
Wyposażenie kościoła pochodzi całkowicie z lat 1832 i 1840. Składa się ono z  neobarokowego drewnianego ołtarza głównego, w którego centralnym polu umieszczono obraz z przedstawieniem Wniebowzięcia Najświętszej Marii Panny, empor wspartych na kolumnach, neogotyckiej drewnianej chrzcielnicy, świecznika kandelabrowego nawiązującego do form grecko-rzymskich. Na stropie nawy korpusu malowidła z lat 70. XX w. ze scenami z Nowego Testamentu.
Usytuowany na wzniesieniu, w obrębie nawsia owalnicowej wsi. Posesja przykościelna o wielobocznym obrysie. W części zachowało się pierwotne murowane ogrodzenie i drzewostan komponowany.

## Historia
Pierwszy kościół został prawdopodobnie zbudowany w XIII w. z fundacji chwarszczańskich templariuszy. Po kasacji zakonu w 1312 r., dobra templariuszy przejęli joannici. Wiadomo, że w 1405 r. świątynia pełniła funkcje parafialne. Po 1540 r., w związku z przejęciem komandorii Chwarszczany przez margrabiego Jana z Kostrzyna, kościół wchodził w skład gminy protestanckiej. W 1624 r. do nawy dobudowano wieżę. W 1758 r. podczas bitwy pod Sarbinowem, kościół uległ częściowemu zniszczeniu. W 1825 r. w miejsce starej wzniesiono nową neogotycką świątynię, w oparciu o prostokątny plan z wydzielonym wewnątrz prezbiterium i trzema bocznymi kruchtami. Przy budowie wykorzystano częściowo dawne kamienne mury, które następnie otynkowano. W 1832 r. przeprowadzono pierwszą przebudowę. Wieża zaprojektowana przez Karla Friedricha Schinkla, została na nowo wybudowana w 1892 r. po pożarze poprzedniej (spłonęła od pioruna w 1890 r.).